# Lista de países da Ásia Central por PIB (PPC)

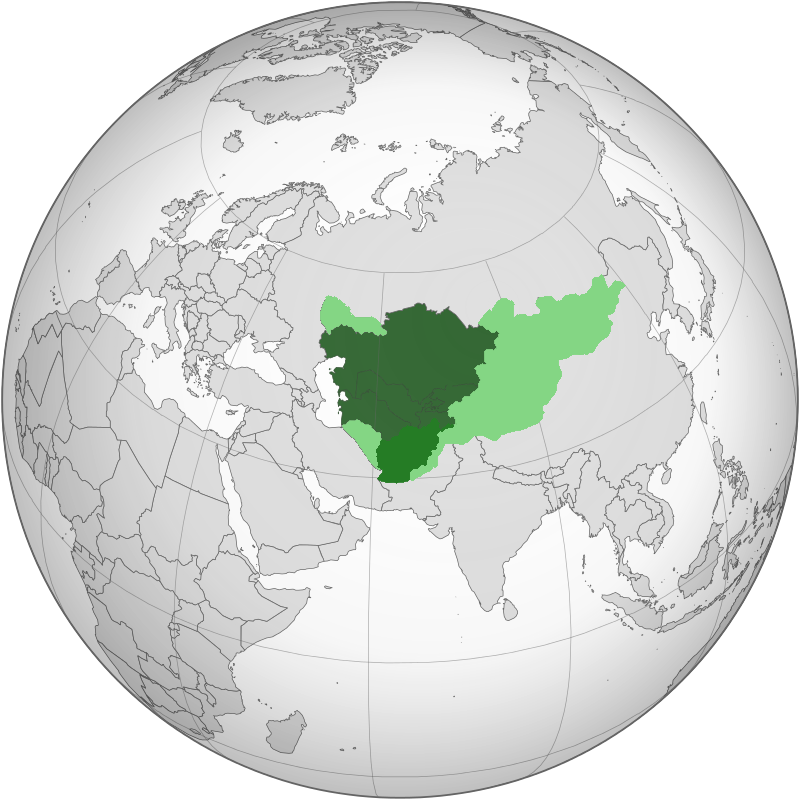
Em verde Escuro os países da Ásia Central

A Ásia Central é a parte da Ásia delimitada ao Norte pela Sibéria, a leste pela China, a oeste pelo Mar Cáspio e ao sul pelo Irã e pelo Paquistão. É formada por seis países, sendo que cinco são ex-repúblicas asiáticas da União Soviética e o Afeganistão. 
Esta é uma lista de países da Ásia Central ordenado pelo tamanho de sua economia pelo Produto Interno Bruto em paridade de poder de compra (PPC) baseada nas páginas do World Economics Reaserch em 2025 e Fundo Monetário Internacional em 2025. A lista é ordenada pelo tamanho da economia de cada país em 2025.
A lista de População é baseada nas projeções da ONU para o ano de 2025 e foram obtidas na página da Worldometers.info..

### Lista de Países da Ásia Central
| Ranque | Páis           | PIB em milhões de US (PPC) | PIB per capita em US (PPC) | População   | Área em Km2 | Ano  | Ref.  |
| ------ | -------------- | -------------------------- | -------------------------- | ----------- | ----------- | ---- | ----- |
| 1      | Cazaquistão    | 1 042 480                  | 50 014                     | 20 843 800  | 2 724 900   | 2025 | [ 2 ] |
| 2      | Uzbequistão    | 460 880                    | 12 438                     | 37 053 000  | 448 978     | 2025 | [ 3 ] |
| 3      | Turquemenistão | 210 818                    | 27 670                     | 7 619 000   | 491 210     | 2025 | [ 4 ] |
| 4      | Afeganistão    | 182 800                    | 4 169                      | 43 844 000  | 652 230     | 2025 | [ 2 ] |
| 5      | Tajiquistão    | 72 810                     | 6 750                      | 10 787 000  | 143 100     | 2025 | [ 2 ] |
| 6      | Quirguistão    | 64 010                     | 8 775                      | 7 295 000   | 199 951     | 2025 | [ 2 ] |
|        | Ásia Central   | 2 033 798                  | 15 959                     | 127 441 800 | 4 660 369   |      |       |